# Estakada im. Generała Tadeusza Rozwadowskiego w Krakowie
Estakada im. Generała Tadeusza Rozwadowskiego – estakada w Krakowie, w dzielnicy III Prądnik Czerwony, przebiegająca nad aleją 29 Listopada. Budowana w okresie od grudnia 2000 do listopada 2001 roku. W ciągu estakady znajdują się ulice Lublańska oraz Opolska. Koszt wykonania wyniósł ok. 13 mln zł.

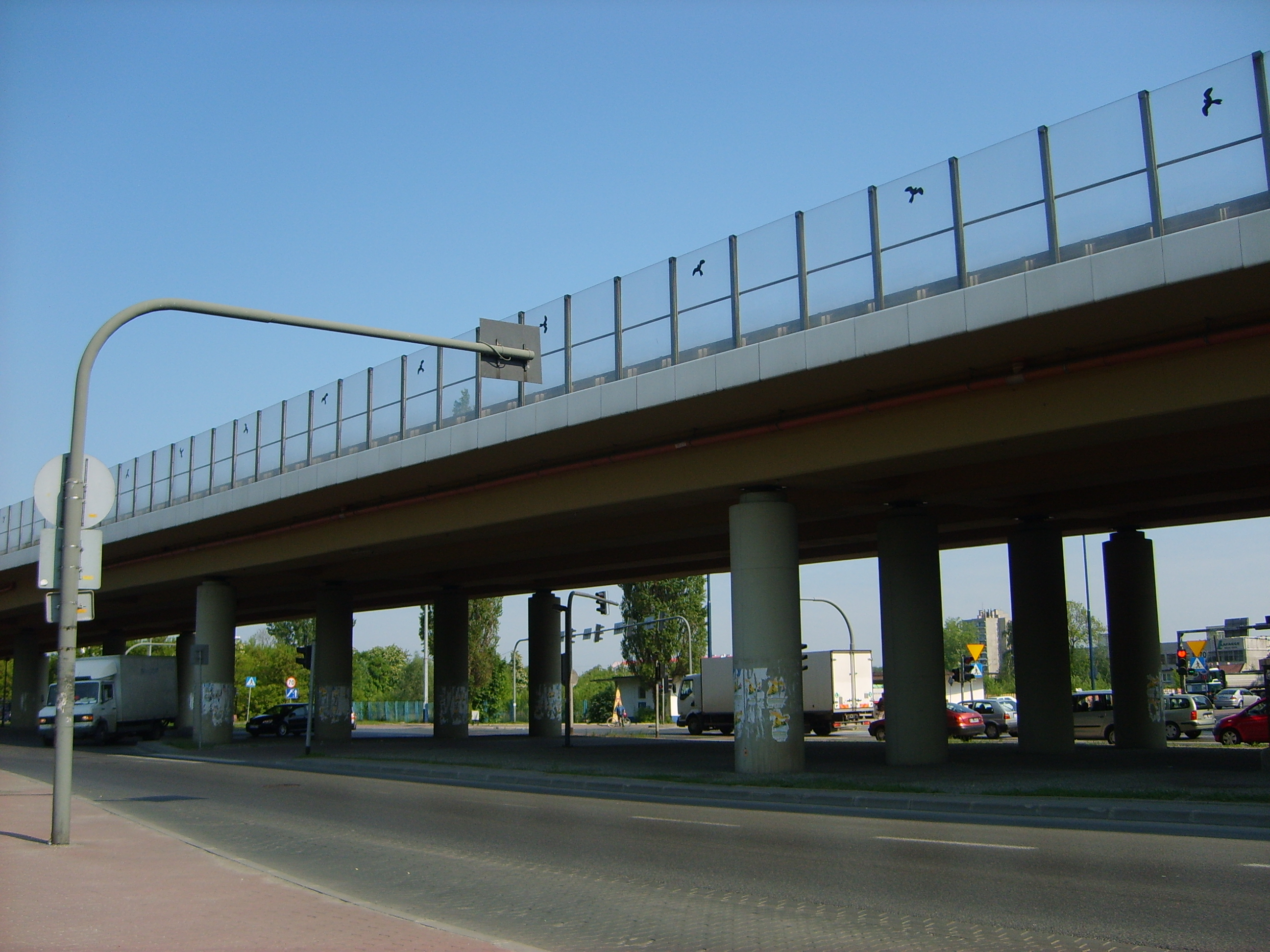
Estakada im. gen. Tadeusza Rozwadowskiego nad aleją 29 Listopada (2007)
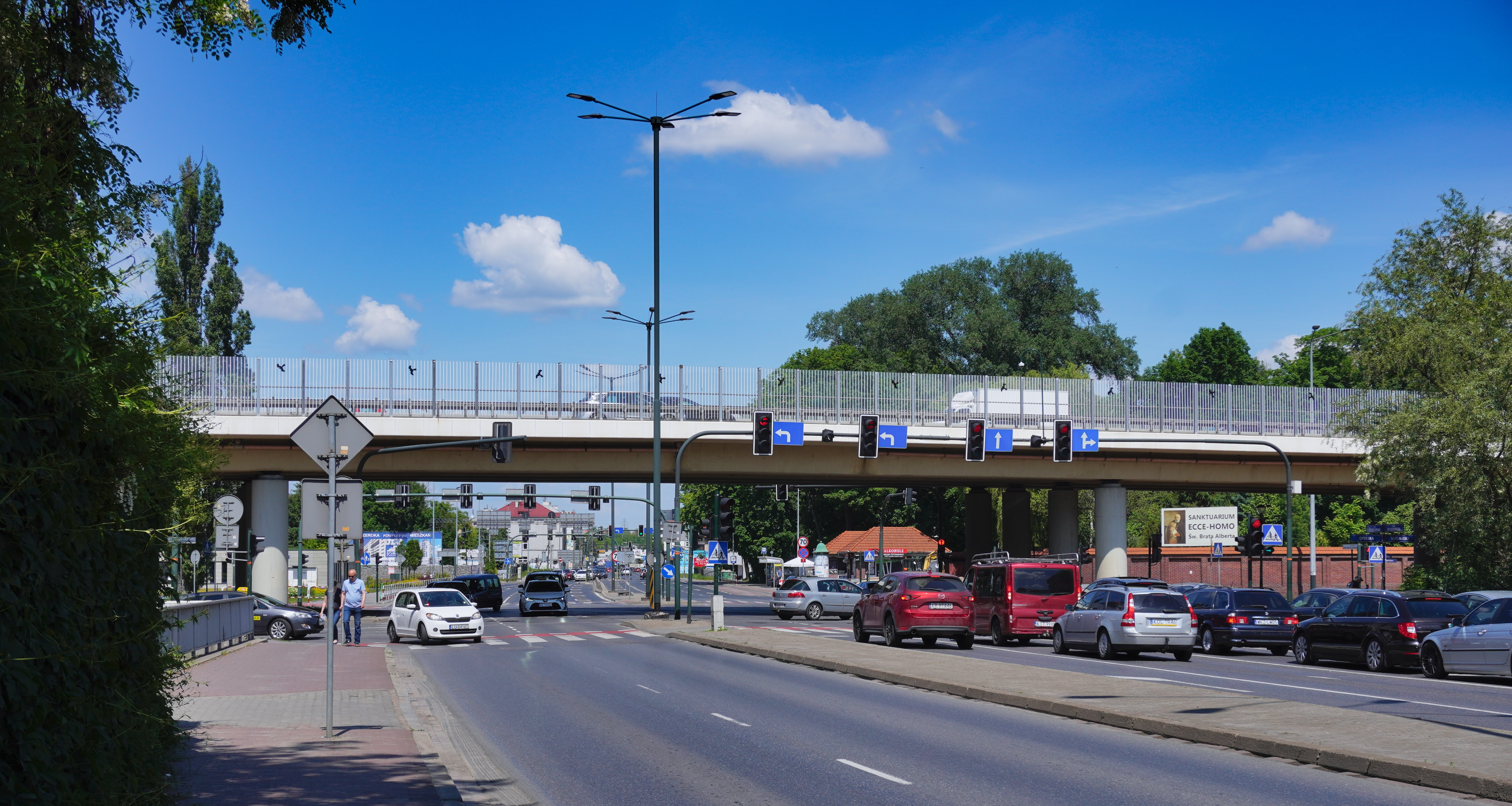
Widok na estakadę od południa, z alei 29 Listopada